# Bosca
Bosca (bürgerlich David Alexi; * 9. Dezember 1988 in Wiesbaden) ist ein deutscher Rapper und Produzent. Aktuell steht er beim Label Freunde von Niemand unter Vertrag. In seinen Liedern thematisiert er insbesondere persönliche Dinge, äußert sich sozialkritisch zu Politik und Weltgeschehen und ordnet sich stilistisch dem Straßenrap zu. Sein Name entstand in Anlehnung an den Rum Boscabana.

## Biografie

### Herkunft
Bosca wuchs in Wiesbaden als Sohn eines Mathematikers und einer Pädagogin zusammen mit zwei Schwestern auf.

### Musikalischer Werdegang
Der gebürtige Wiesbadener Bosca begann bereits im Jugendalter mit dem Rappen. Er brachte mit der Crew Ultrakaos drei Mixtapes hervor und widmete den Ultras von Eintracht Frankfurt mehrere Lieder, die auf der Seite der Gruppe veröffentlicht wurden. Hierbei lernte er den gleichgesinnten Rapper Vega kennen, mit dem er sich daraufhin auch persönlich anfreundete und bis heute regelmäßig zusammenarbeitet.
Nach einer Ausbildung zum Audio-Engineer legte er sich das nötige Equipment für eine musikalische Karriere zu und veröffentlichte bald das Kollabo-Mixtape Kinokarte gemeinsam mit dem Rapper Face, das vollständig von Johnny Pepp produziert wurde. Darauf arbeitete er an seinem Debütalbum Fighting Society, welches 2011 über Vegas neu gegründetes Label Freunde von Niemand, dem Bosca auch beitrat, erschien. Auch diesmal wurden die Beats zum Teil von Johnny Pepp produziert. Das Folgealbum Solange es schlägt veröffentlichte er schließlich 2013 und erreichte damit Platz 10 der deutschen Albumcharts.
Im Januar 2016 veröffentlichte er zusammen mit Vega das Kollaboalbum Alte Liebe rostet nicht, welches auf Platz 4 in den deutschen Charts einstieg und zu seinem bis dato größten Erfolg wurde.
Im Januar 2017 erschien sein drittes Soloalbum Cobra 3, welches auf Rang 5 der deutschen Albumcharts einsteigen und sich außerdem in Österreich und der Schweiz in den Top 100 platzieren konnte. Der Titel spielt auf den italienischen Böller an, welcher denselben Namen trägt.

## Diskografie
- 2008: Bosca (Ultrakaos EP #1)
- 2009: Bosca II (Ultrakaos EP #2)
- 2010: Kinokarte (Kollaborationsalbum mit Face)
- 2011: Fighting Society
- 2012: König der Luft (Ultrakaos EP #3)
- 2013: Solange es schlägt
- 2016: Alte Liebe rostet nicht (mit Vega)
- 2017: Cobra 3
- 2017: Fighting Hessisch
- 2019: Riot
- 2021: Solange es schlägt 2
- 2023: Leere Gläser voller Geschichten
- 2025: 1988